# رخصة آي إس سي
ترخيص ISC هو رخصة برمجيات حرة متساهلة نشره اتحاد برامج الإنترنت، والذي يُسمى حاليًا اتحاد أنظمة الإنترنت (ISC). وهي تعادل وظيفيًا تراخيص بي إس دي وإم أي تي المبسطة ، ولكن بدون لغة تعتبر غير ضرورية وفقًا لاتفاقية برن .
تم استخدامه في الأصل لبرامج ISC مثل بايند والحفر ، وأصبح الترخيص المفضل للمساهمات في OpenBSD والترخيص الافتراضي لحزم مدير حزمة العقدة. يتم استخدام ترخيص ISC أيضًا لبرامج تشغيل Linux اللاسلكية التي تساهم بها Qualcomm Atheros .